# Lohim
Lohim.- izolirana grupa Shoshonean Indijanaca s Willow Creeka, lijeve pritoke Columbije u Oregonu. Ovu bandu Swanton vodi kao ogranak Sjevernih Pajuta, a 1870. njihov broj iznosio je tek 114. Prema nekim podacima Lohimi su završili na Umatilla rezrvatu, ali se tamo više ne spominju. 
Prema Stewardu (1938: 407) Lohimi su banda Lemhi Indijanaca koji na područje Oregona dolaze iza 1856 godine s područja Idaha. SAD nisu nikada priznali ovo pleme, a neki znanstvenici sumnjaju i u samo njihovo postojanje.

## Vanjske poveznice
- Tribes of the John Day region